# Kadriorg
Kadriorg (signifiant français : vallée de Catherine) est un quartier de Tallinn, situé dans le district de Kesklinn, capitale de l'Estonie.
Le quartier est connu pour le château de Kadriorg et le parc qui l'entoure.

## Description
Au 1er janvier 2015 sa population s'élève à 4 561 habitants et en 2019, 4 681 habitants.
Situe au bord de la baie de Tallinn ses quartiers voisins sont Maarjamäe, Paevälja, Kurepõllu, Uuslinna, Sikupilli, Torupilli, Raua et Sadama.
Kadriorg a une superficie  de  2,56 km2.
Les rues de Kadriorg sont : August Alle tänav, Bensiini tänav, Friedrich Robert Faehlmanni tänav, Filmi tänav, Gonsiori tänav, Joa tänav, Kadri tee, Lydia Koidula tänav, Kuristiku tänav, Johann Köleri tänav, Lahe tänav, Lepa põik, Lepa tänav, Liivaoja tänav, Maarjaheina tänav, Maarjamäe tänav, Mäekalda tänav, Nafta tänav, Narva maantee, Oru tänav, Petrooleumi tänav, Pirita tee, Jaan Poska tänav, Roheline aas, Tormi tänav, Vesivärava tänav, Jüri Vilmsi tänav, August Weizenbergi tänav, Ferdinand Johann Wiedemanni tänav.

## Population
| 2008  | 2010  | 2011  | 2012  | 2013  | 2014  | 2015  |
| ----- | ----- | ----- | ----- | ----- | ----- | ----- |
| 3 333 | 3 507 | 3 681 | 3 999 | 4 123 | 4 303 | 4 561 |

| 2016  | 2017  | 2018  | 2019  | 2020  | 2021  | 2022  |
| ----- | ----- | ----- | ----- | ----- | ----- | ----- |
| 4 819 | 5 010 | 5 263 | 5 151 | 5 344 | 5 597 | 5 837 |

## Lieux et monuments
Son nom vient du château de Kadriorg, palais d'architecture baroque de Catherine Ire.
De nos jours, le parc abrite plusieurs musées dont le musée d'Art de Kadriorg qui est situé dans le château, le Kumu, le musée Mikkel et les musées de Pierre le Grand et d'Eduard Vilde.
À proximité, le mémorial de la Roussalka (en) commémore la perte de la canonnière Roussalka en 1893.
Le palais présidentiel du président de la république d'Estonie est situé à côté du château de Kadriorg, dans le parc.
Le quartier abrite aussi la villa Mon Repos, l'église méthodiste et la place de la chanson de Tallinn.

## Transports
Les lignes de bus n° 1, 5, 8, 31, 34, 38, 42, 66 et 67 desservent Kadriorg.
Les lignes n° 1 et 3 du tramway desservent aussi le quartier. 

## Galerie

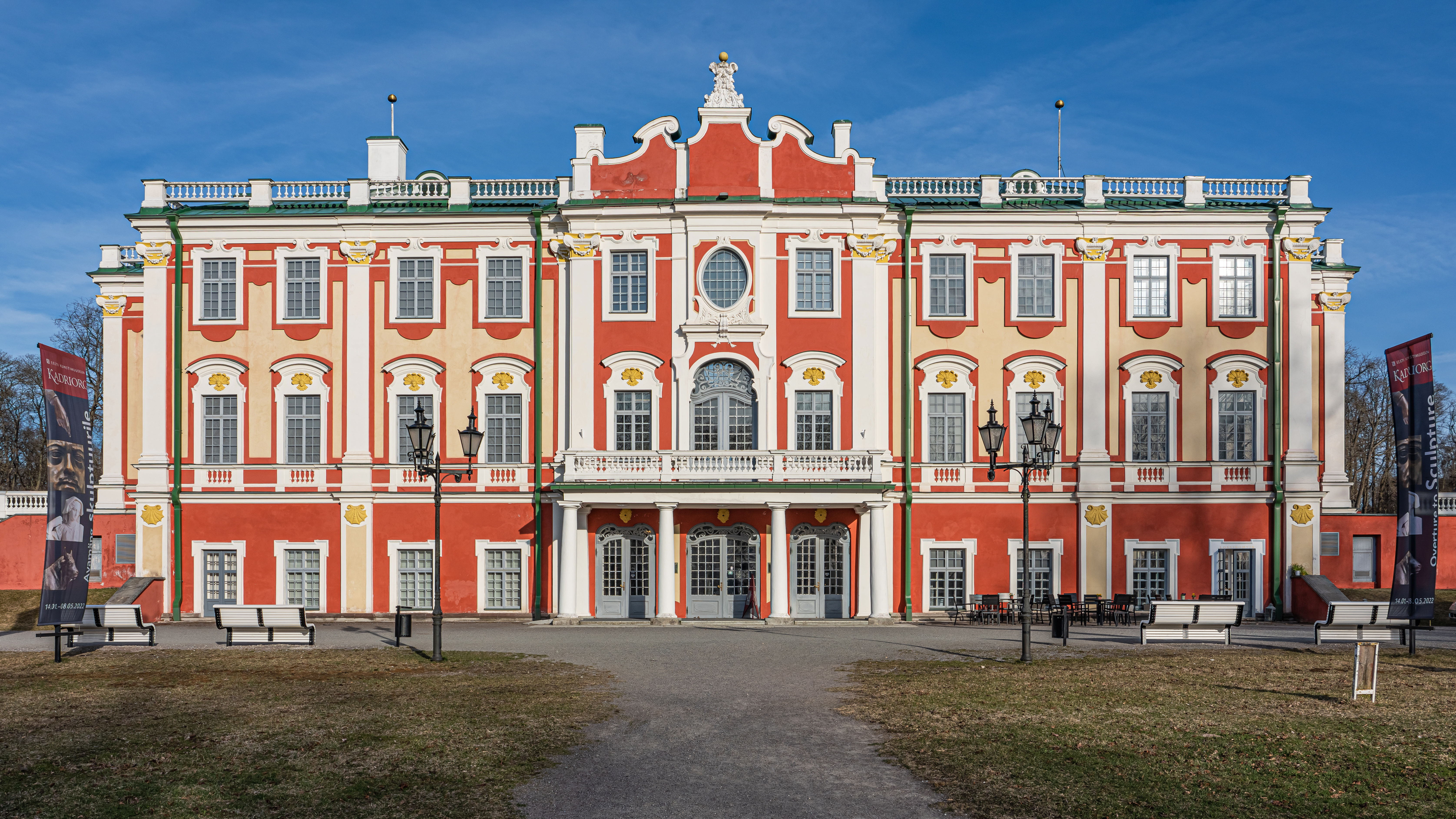
Château de Kadriorg.
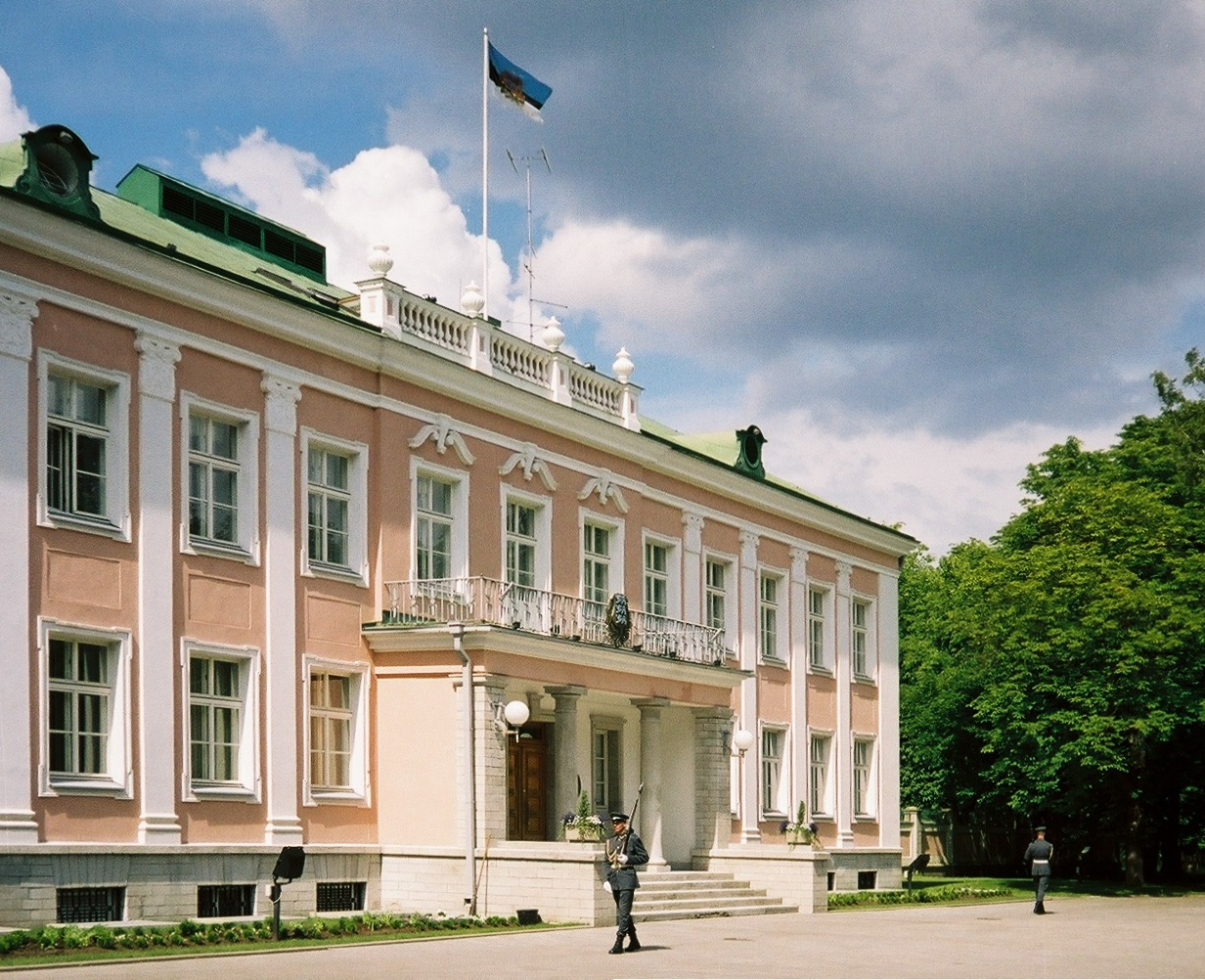
palais présidentiel.
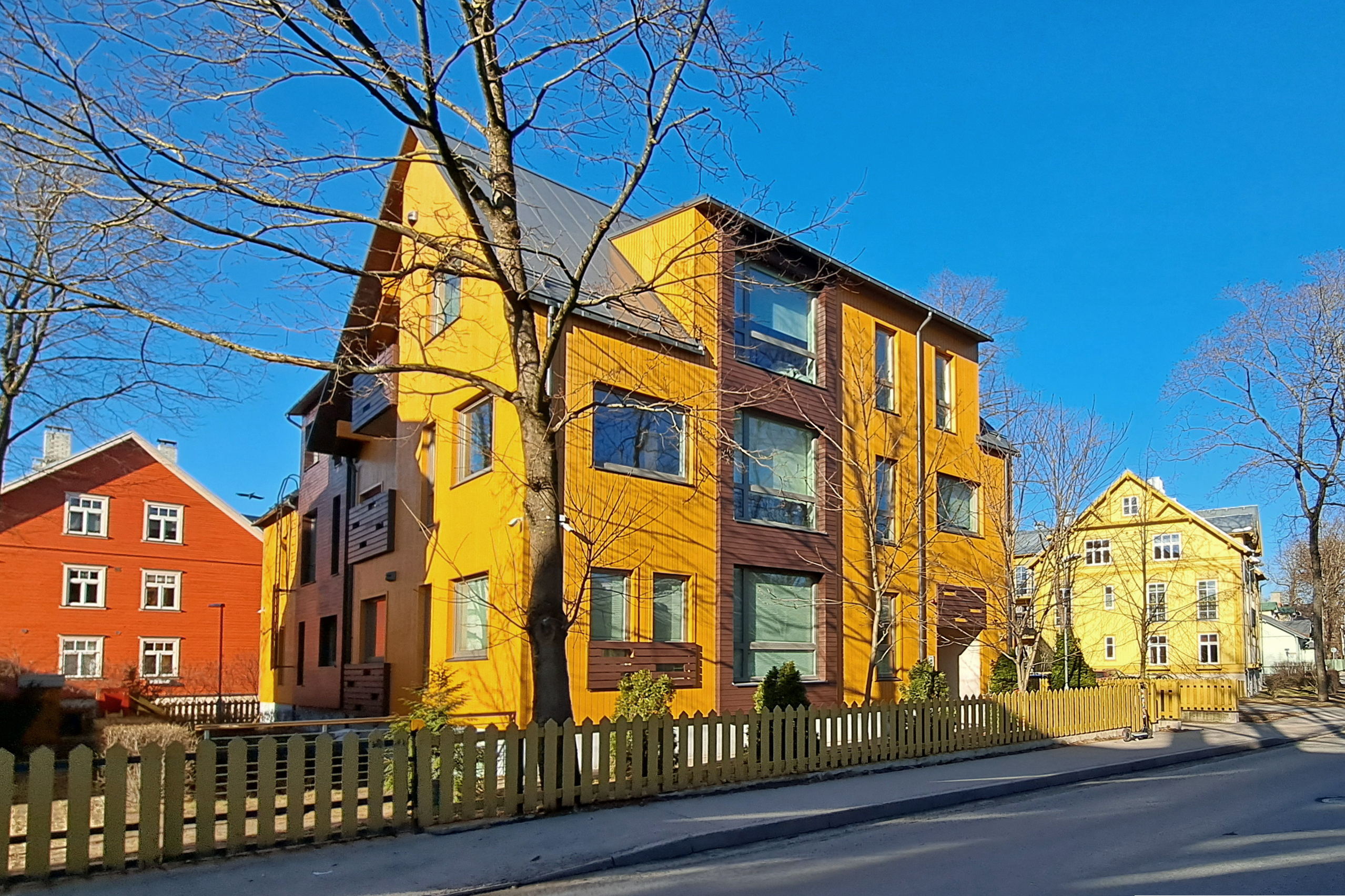
Jaan Poska tänav.
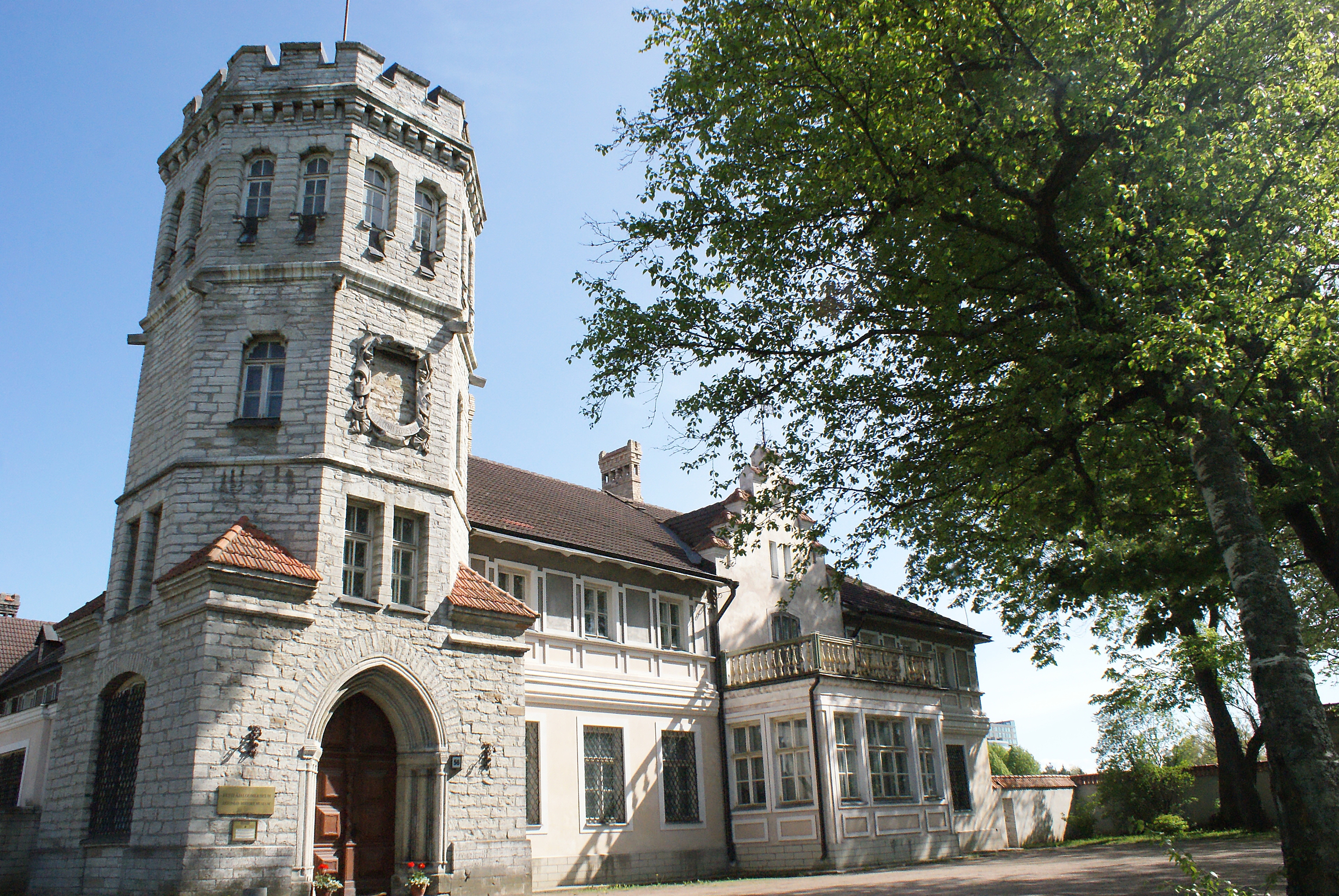
Manoir de Maarjamägi.
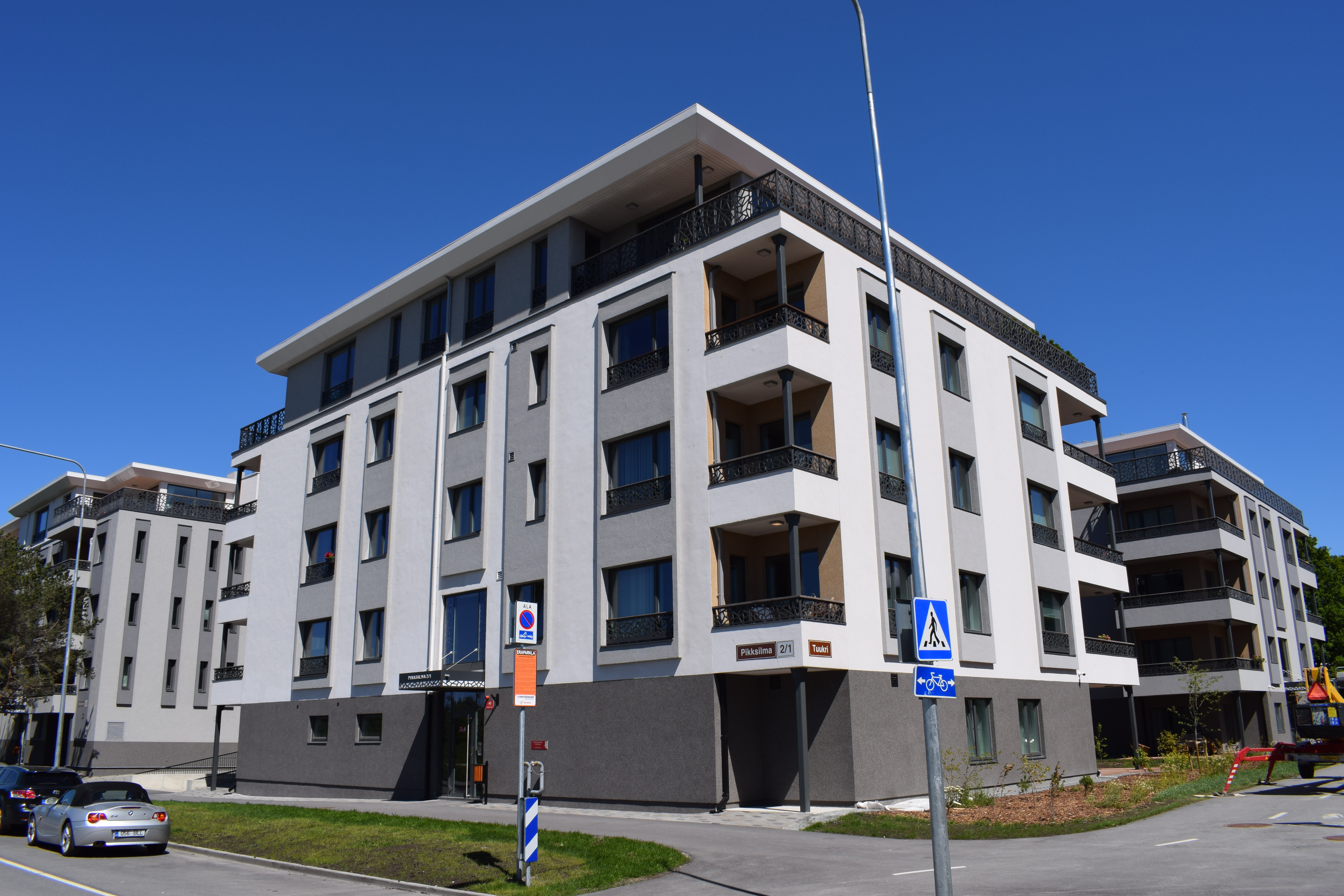
Pikksilma 2-1.
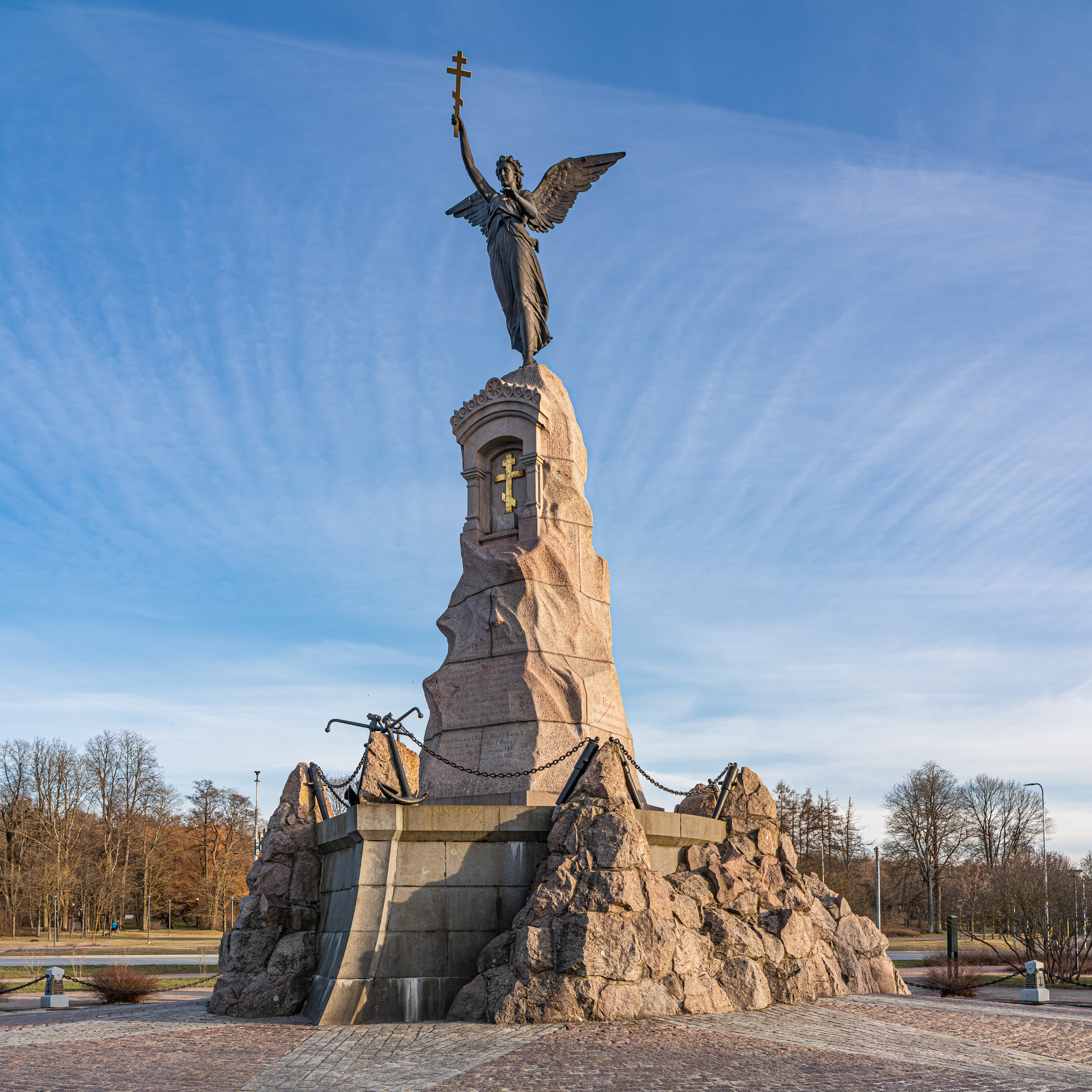
Mémorial de la Roussalka.
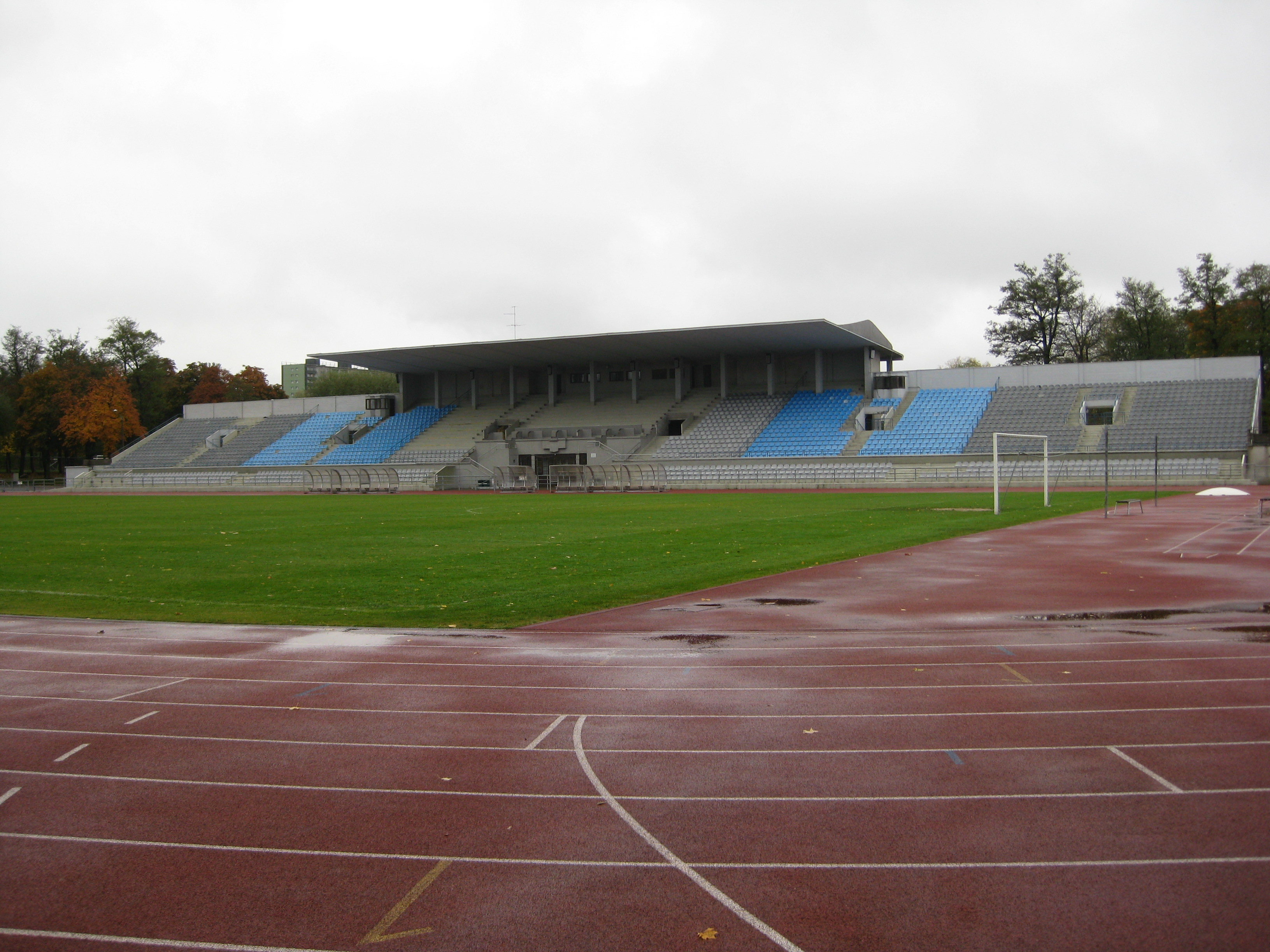
Stade de Kadriorg.
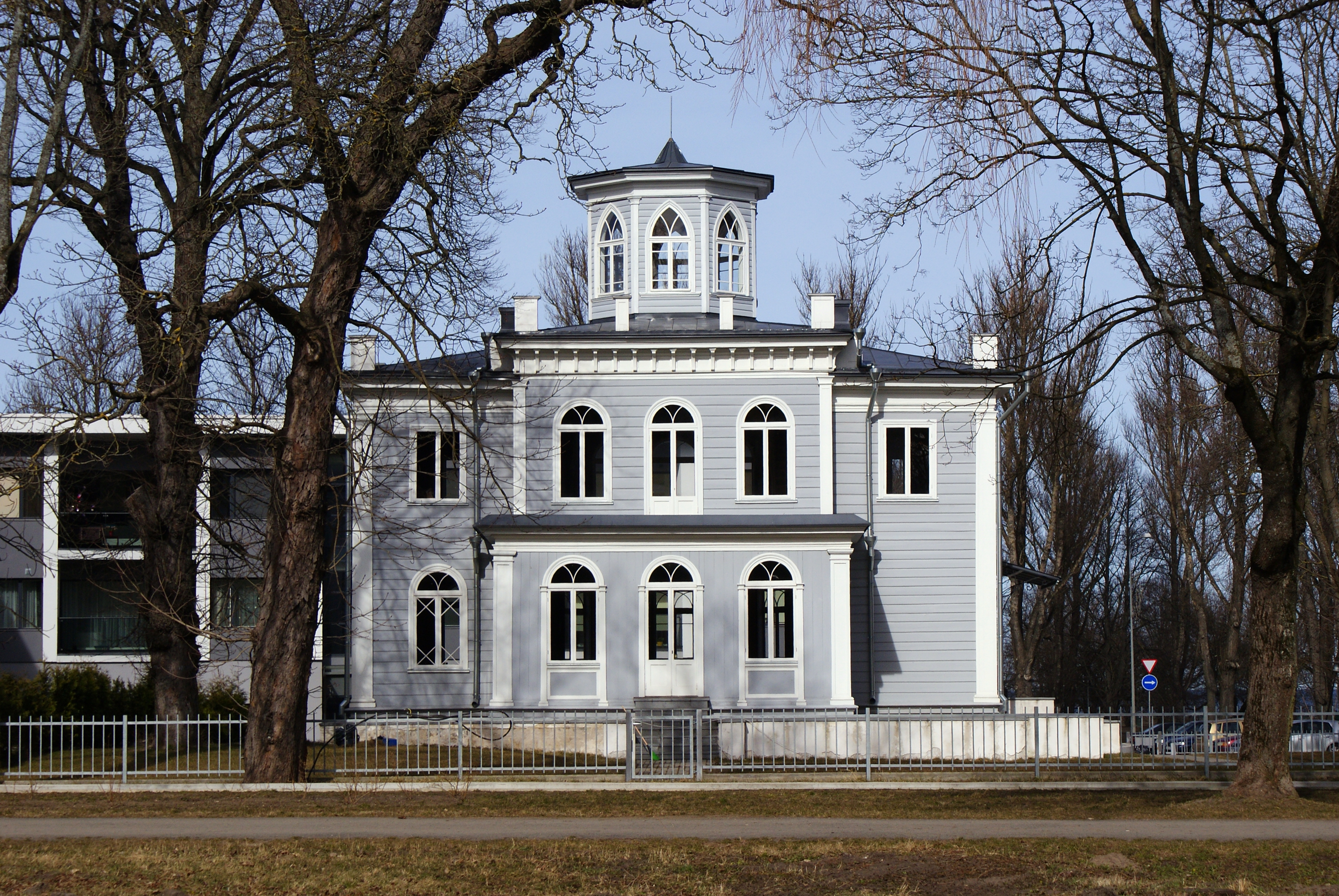
Villa Mon Repos.
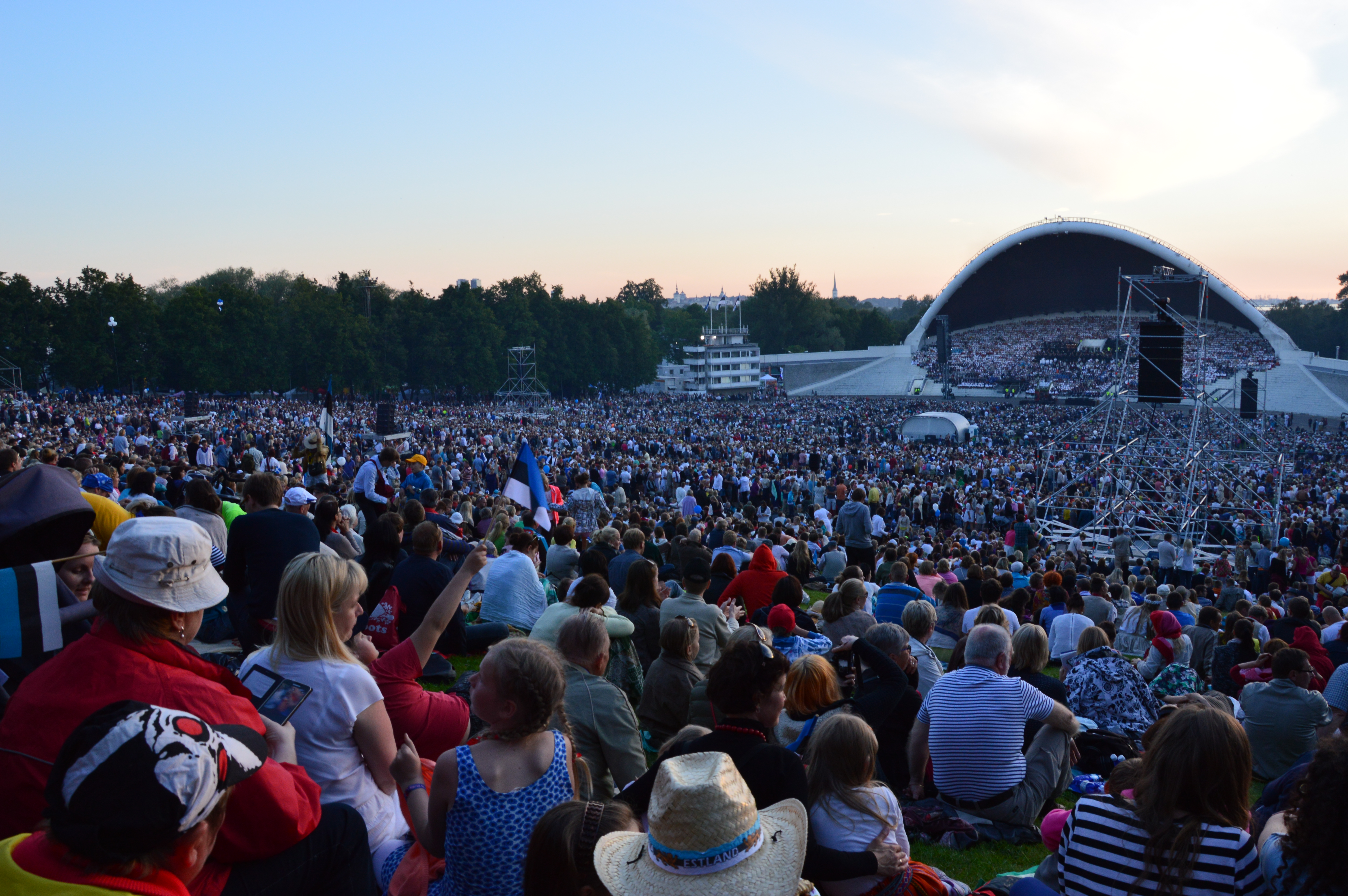
Festival estonien de la Chanson, en 2014.